# Cameron Bright
Cameron Bright, all'anagrafe Cameron Douglas Crigger (Victoria, 26 gennaio 1993), è un attore canadese.

## Biografia
È apparso in numerosi ruoli di alto profilo in film quali Godsend - Il male è rinato, Birth - Io sono Sean, Running, Ultraviolet, X-Men - Conflitto finale, Thank You for Smoking. Interpreta uno dei Volturi (Alec) nel secondo e nel terzo film della serie di Twilight: New Moon e Eclipse.

## Filmografia

### Cinema
- Lone Hero (2002)
- The Butterfly Effect, regia di Eric Bress, J. Mackye Gruber (2004)
- Godsend - Il male è rinato (Godsend), regia di Nick Hamm (2004)
- Birth - Io sono Sean (Birth), regia di Jonathan Glazer (2004)
- Thank You for Smoking, regia di Jason Reitman (2005)
- Running (Running Scared), regia di Wayne Kramer (2006)
- Ultraviolet, regia di Kurt Wimmer (2006)
- X-Men - Conflitto finale (X-Men: The Last Stand), regia di Brett Ratner (2006)
- Juno, regia di Jason Reitman (2007)
- Normal (2007)
- Christmas in Wonderland (2007)
- JFK - Amori di un Presidente (An American Affair) (2009)
- Walled In - Murata viva (Walled in), regia di Gilles Paquet-Brenner (2009)
- The Twilight Saga: New Moon, regia di Chris Weitz (2009)
- The Twilight Saga: Eclipse regia di David Slade (2010)
- Little Glory (2011)
- The Twilight Saga: Breaking Dawn - Parte 2, regia di Bill Condon (2012)
- Final Girl, regia di Tyler Shields (2015)

### Televisione
- Dark Angel - serie TV, episodio 2x19 (2002)
- Shadow Realm - film TV (2002)
- Stargate SG-1 - serie TV, episodio 9x10 (2005)
- 4400 (The 4400) - serie TV, episodio 4x01 (2007)
- Ultime ore della Terra (Earth's Final Hour), regia di W.D. Hogan – film TV (2012)
- Motive - serie TV, 26 episodi (2013-2016)

## Doppiatori italiani
Nelle versioni in italiano delle opere in cui ha recitato, Cameron Bright è stato doppiato da:
- Furio Pergolani in Godsend - Il male è rinato, Birth - Io sono Sean, Running, X-Men - Conflitto finale
- Jacopo Bonanni in Thank You for Smoking, Ultraviolet
- Giacomo Doni in Christmas in Wonderland
- Alessio Puccio in Walled in - Murata viva
- Marco Benedetti in Le ultime ore della Terra
- Daniele Raffaeli in Motive